# Parroquia San José del Sur
San José (también conocida como San José del Sur), es una parroquia del Municipio Campo Elías del estado Mérida (Venezuela).
Es uno de los lugares más visitados de este Municipio Campo Elías, junto con Acequias. Se trata de una ubicación frecuentada por los merideños y por turistas. Hay aproximadamente cuarenta posadas turísticas camino al pueblo y en el pueblo. Es un lugar frío, situado a 2.300 metros sobre el nivel del mar.
Allá se trabaja la agricultura sobre todo en los lugares llamados El Voladero, La Cabita y El Trompillo, donde también hay mucho ganado.
Este sitio es muy llamativo y tranquilo porque forma parte del campo.  Es muy pacífico y gracias a sus paisajes tiene muchos turistas. A la mayoría de estos les gusta ir a visitar La Cabita y El Voladero porque son los lugares más grandes.

## Historia
Inicialmente San José pertenecía a los caseríos de Acequias, por lo que popularmente su nombre era San José de Acequias. En 1883 era un pequeño poblado rural convertido, en esa fecha, en centro poblado y parroquia. En el año 1992 consiguió la categoría de Parroquia del Municipio Campo Elías.